# Torre de la linterna

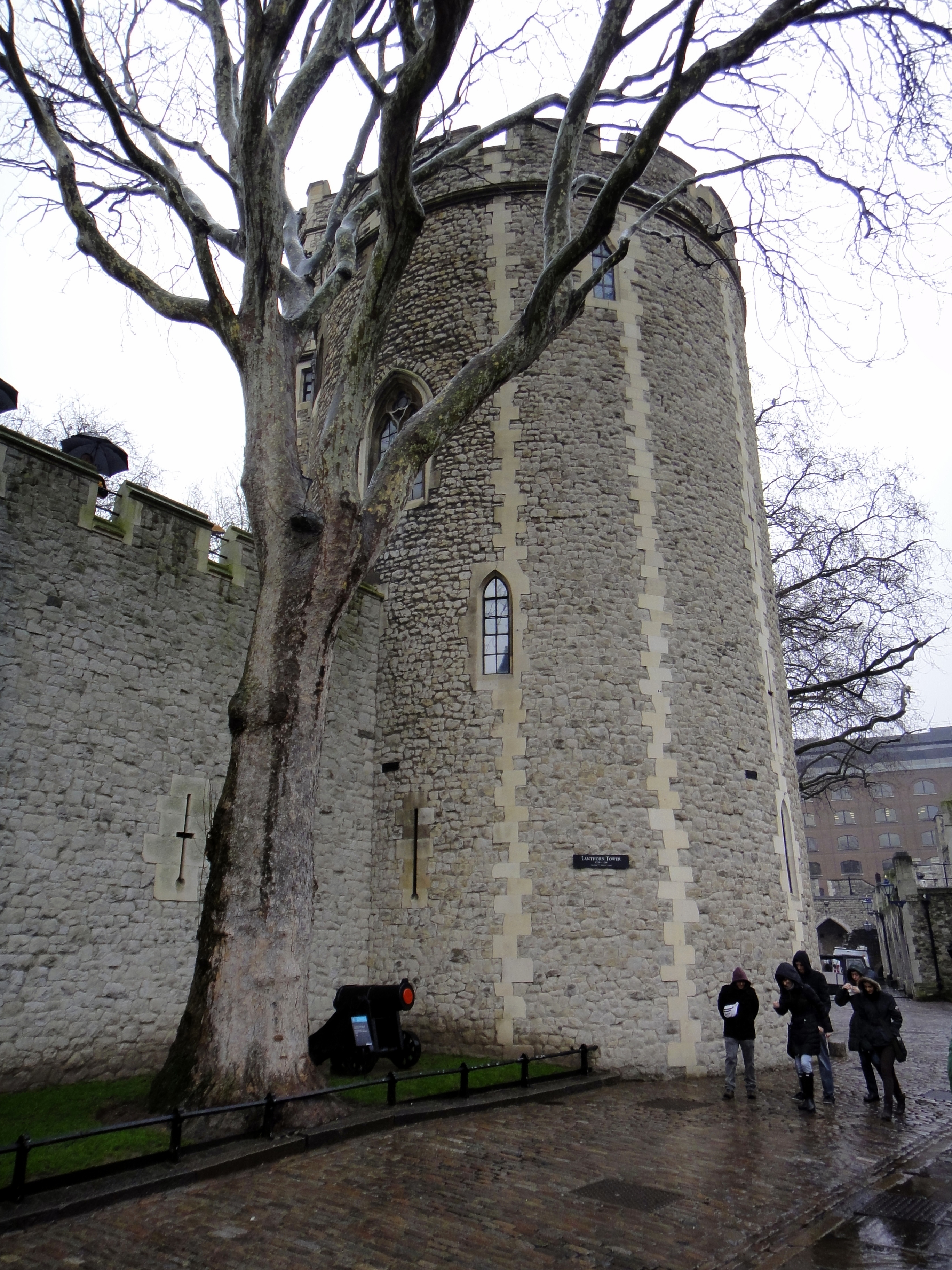
Vista desde el patio interior de la torre moderna.

La Torre de la linterna es una edificación que forma parte de la Torre de Londres. Fue construida en el siglo XIX, en plena época victoriana en sustitución de una antigua torre, lo que la convierte en uno de los edificios más jóvenes de la fortaleza. En el siglo XVIII era conocida como Torre de la Reina Isabel.
La primera Torre de la linterna tuvo que construirse entre los años 1220 y 1226, durante el reinado de Enrique III y fue destruida en un incendio en 1777. Originalmente formaba la contraparte de la Torre Wakefield, con la que conformaba uno de los límites del Gran Salón, también destruido en la actualidad. Cuando el arquitecto John Taylor restauró extensamente la torre en la década de 1870 y trató de darle un aspecto medieval nuevamente, también hizo reconstruir la Torre de la linterna.
El muro entre esta torre y la de Wakefield también es obra de Taylor y solo recuerda superficialmente las estructuras medievales que se encuentran en la torre. Apenas está adornado, sus líneas rectas muestran claramente los rasgos de la producción industrial.